# Pergesa
Pergesa é um gênero de mariposa pertencente à família Sphingidae.